# Storena tricolor
Storena tricolor là một loài nhện trong họ Zodariidae.
Loài này thuộc chi Storena. Storena tricolor được Eugène Simon miêu tả năm 1908.